# Mihovljan
Mihovljan je vesnice a správní středisko stejnojmenné opčiny v Chorvatsku v Krapinsko-zagorské župě. Nachází se asi 11 km severozápadně od Zlataru a asi 12 km jihovýchodně od Krapiny. V roce 2011 žilo v Mihovljanu 1 095 obyvatel, v celé opčině pak 1 938 obyvatel.
Součástí opčiny jsou celkem čtyři trvale obydlené vesnice. Nachází se zde též zaniklá vesnice Sutinske Toplice.
- Frkuljevec Mihovljanski – 87 obyvatel
- Gregurovec – 332 obyvatel
- Kuzminec – 424 obyvatel
- Mihovljan – 1 095 obyvatel

Opčinou prochází státní silnice D35 a župní silnice Ž2125 a Ž2126.